# Курутія жовтогорла
Куру́тія жовтогорла (Limnoctites sulphuriferus) — вид горобцеподібних птахів родини горнерових (Furnariidae). Мешкає в Південній Америці.

## Поширення і екологія
Жовтогорлі курутії мешкають на крайньому півдні Бразилії (Ріу-Гранді-ду-Сул), в Уругваю та на сході Аргентини (від крайнього півдня Місьйонеса до північного сходу Ріо-Негро). Вони живуть на болотах, заплавних луках і в очеретяних заростях на берегах водойм. Зустрічаються на висоті до 300 м над рівнем моря. Живляться живляться комахами та іншими безхребетними.